# NGC 6819
NGC 6819 ist ein offener Sternhaufen vom Typ I1r im Sternbild Schwan am Nordsternhimmel. NGC 6819 hat einen Durchmesser von 5 Bogenminuten und eine scheinbare Helligkeit von 7,3 mag.
Entdeckt wurde das Objekt am 12. März 1784 von Caroline Herschel.